# Эстафета огня летней Универсиады 2013
Эстафета Огня летней Универсиады 2013 началась 20 мая 2012 года в Париже и завершилась 6 июля 2013 года на церемонии открытия в Казани зажжением Чаши Огня.
Эстафета Огня Универсиады 2013 стала самой масштабной за всю историю Универсиад и FISU. 2013 факелоносцев за 365 дней побывали в 54 городах мира, посетили 50 крупнейших студенческих центров и преодолели более 150000 километров.

## Схема проведения эстафеты
Эстафета Огня Универсиады проходит в два этапа. На первом из них, который прошёл на июль — ноябрь 2012 года, Огонь Всемирных летних студенческих Игр посетил пять континентов Земли и побывал во французском Бресте, швейцарской Лозанне, Владивостоке, австралийском Сиднее, Сингапуре, Каире и Сан-Франциско. В каждом пункте маршрута прибытию Огня Универсиады сопутствовали крупные международные события, а также студенческие праздники.
Второй этап Эстафеты огня Универсиады прошёл в 2013 году по России и проследовал по 27 крупнейшим студенческим центрам страны в следующем порядке: Владивосток, Хабаровск, Иркутск, Красноярск, Новосибирск, Тюмень, Екатеринбург, Ижевск, Пермь, Уфа, Оренбург, Самара, Ульяновск, Саратов, Пенза, Саранск, Нижний Новгород, Чебоксары, Йошкар-Ола, Киров, Ростов-на-Дону, Пятигорск, Сочи, Архангельск, Санкт-Петербург, Москва и Казань. В Эстафете приняли участие 2013 факелоносцев, в течение года до открытия Универсиады в Казани Огонь преодолел свыше 150 000 километров. Позднее в маршрут российского этапа Эстафеты было включено ещё три города.
В качестве места зажжения Огня Универсиады рассматривались Париж, где в 1923 году прошли первые Международные Студенческие Игры, и Турин, где в 1959 году прошла первая Всемирная летняя Универсиада.

## Отплытие колбы с Огнём Универсиады из Санкт-Петербурга
20 мая в Санкт-Петербурге на набережной лейтенанта Шмидта состоялась торжественная церемония отплытия барка УПС «Седов» в кругосветное плавание. На борту барка была размещена транспортная колба с Огнём Универсиады. Из личного состава барка УПС «Седов» были выбраны четверо волонтеров — хранителей Огня Универсиады, которые стали полномочными представителями Универсиады 2013 во время плавания. Ими стали студенты Мурманского государственного технического университета.

## Церемония зажжения Огня и начало эстафеты
Торжественная церемония зажжения Огня летней Универсиады состоялась 12 июля 2012 года в Париже. В церемонии приняли участие президент Международной федерации студенческого спорта (FISU) Клод-Луи Гальен, президент парижского университета «Сорбонна» Жубер Бартоломи, первый президент — государственный советник Республики Татарстан Минтимер Шаймиев, президент Российского студенческого спортивного союза Олег Матыцин, президент Французской спортивной студенческой федерации Жозе Савуа и генеральный директор АНО "Исполнительная дирекция «Казань 2013» Владимир Леонов.
Огонь зажгли пять студентов Сорбонны из пяти различных странн (Франции, Китая, Мексики, Египта и Австралии), олицетворяющих собой пять частей света, соответственно — Европу, Азию, Америку, Африку и Океанию. Во время церемонии зажжения они объединили пять факелов синего, желтого, черного, зеленого и красного цветов (цвета FISU). От получившегося общего огня Факел Универсиады зажег президент «Сорбонны» Жубер Бартоломи. Далее Факел перешёл Клоду-Луи Галльену, Минтимеру Шаймиеву, Жозе Савуа, а от Олега Матыцина к Владимиру Леонову.
Первым факелоносцем эстафеты Огня стала серебряный призёр по стендовой стрельбе на Олимпиаде в Сиднее Светлана Дёмина. Получив факел из рук Владимира Леонова, спортсменка пробежала круг по площади Сорбонны в Париже, где состоялась церемония зажжения Огня.

Светлана Дёмина, серебряный призёр Олимпийских Игр в Сиднее:

«Меня переполняют эмоции, поскольку именно мне досталась великая честь участвовать в зажжении Огня Универсиады и передать его дальше по Эстафете. Универсиада — это совершенно особенное событие, наполненное невероятной энергией спорта и молодости. Сегодня, на церемонии зажжения Огня, мы лишь частично соприкоснулись с историей студенческого спорта, но уже понимали, что пишем новую её главу, связанную с будущей Универсиадой в Казани. Это чувство восторга окрыляло меня, пока я бежала с факелом Универсиады в руках, надеюсь, это же чувство будут испытывать все факелоносцы.»

## Путешествие Огня по миру
15 июля 2012 во время фестиваля Les Tunneres de Brest во французском Бресте Огонь, ещё в Париже помещённый в специальную транспортную колбу, был передан на борт барка «Седов».
С 27 по 30 июля капсула с Огнём побывала в марокканском порту Касабланке, где приняла участие в «Ралли Фараонов», проходящем в песках Сахары.
22 августа «Седов» прибыл в бразильский порт Ресифи, где факелоносцы встретили международный день студентов.
12 и 28 сентября Огонь побывал в столице Уругвая Монтевидео и аргентинском городе Ушуая, соответственно.
12 октября «Седов» посетил чилийский Вальпараисо, где Огонь вызвал немалый интерес со стороны чилийцев — за время стоянки эспозицию, посвящённую предстоящей Универсиаде в Казани, посетило около 4 тысяч человек.
23 октября Огонь посетил перуанский порт Кальяо.
26 ноября, преодолев за месяц более 4350 миль в восточной части Тихого океана, барк «Седов» прибыл в полинезийский порт Папеэте. Экспозиция, рассказывающая об Универсиаде вызвала большой интерес у местного населения. В первый день барк посетило 2 тысячи человек.

«28-го ноября в 17:00 по местному времени (в Москве было на 14 часов больше) на паруснике побывали Верховный комиссар Франции во Французской Полинезии, командующий французским военно-морским флотом в Тихом океане, мэр острова Таити и сопровождающие их лица стали гостями нашего корабля. Впереди у нас ещё переход в 9 дней до Апии, и потом ещё 31 день до Манилы. Сдав экзамены в океане, мы уже подготовились к длительному и дальнему плаванию», — рассказал капитан барка Николай Зорченко.

24 января 2013 года, побывав на ежегодном спортивном празднике «Сиднейский марафон» в Австралии и посетив Гран-при Сингапура 2012 года Формулы-1, Огонь прибыл во Владивосток, где проходил саммит АТЭС 2012. Изначально предполагалось, что Огонь будет доставлен во Владивосток на борту парусника «Седов». Однако в связи с погодными условиями парусник изменил курс на 30 градусов и встал на рейд в порту южнокорейского города Пусан. Отсюда специальную транспортную колбу с Огнём отправили самолётом во Владивосток. В тот же день стало известно, что первым факелоносцем Эстафеты Огня станет капитан казанского хоккейного клуба «Ак Барс», заслуженный мастер спорта России, серебряный призёр Олимпийских игр 1998 и чемпион мира 2008 и 2009 годов, посол Универсиады Алексей Морозов. В аэропорту «Кневичи» Огонь Универсиады встретили мэр Казани Ильсур Метшин, мэр Владивостока Игорь Пушкарёв, вице-президент FISU Олег Матыцин и заместитель генерального директора Исполнительной дирекции «Казань 2013», исполнительный директор церемоний открытия и закрытия Универсиады Игорь Сивов, а также 30 волонтеров «Казань 2013» — студенты Дальневосточного федерального университета.

## Ход российского этапа эстафеты Огня
Старт эстафеты Огня показали в прямом эфире на канале «Россия-24». Эстафета началась у спортивного комплекса Дальневосточного федерального университета на острове Русский. Здесь состоялась церемония зажжения факела Универсиады. В ней приняли участие председатель Организационного комитета по подготовке к проведению Универсиады 2013 Игорь Шувалов, министр связи и массовых коммуникаций РФ Николай Никифоров, заместитель министра спорта Российской Федерации Наталья Паршикова, Президент Республики Татарстан Рустам Минниханов и губернатор Приморского края Владимир Миклушевский. В Эстафете приняли участие другие спортсмены, такие как теннисистка Динара Сафина, серебряный призёр Олимпийских игр в Лондоне и золотой призёр Универсиады в Шэньчжэне Камилла Гафурзянова, волейболистка, двукратная чемпионка мира Екатерина Гамова, а также ведущая футбольных передач на телеканале «Россия 2» Екатерина Шадрина. Завершился владивостокский участок Эстафеты, который составил 15,5 километра и в котором приняло участие 60 факелоносцев, зажжением городской чаши Огня Универсиады, которая горела в течение месяца. Эта честь выпала студентке Дальневосточного федерального университета Татьяне Зубаревой.
В тот же день, вечером 25 января, Огонь Универсиады был размещён в транспортной колбе в специальной выставочной витрине в здании Дальневосточного федерального университета, где хранился в течение месяца до отбытия в Хабаровск.
29 февраля Огонь прибыл в Хабаровск, где прошёл второй этап Эстафеты. Студенты Дальневосточного федерального университета доставили Огонь Универсиады 2013 в специальной транспортной колбе на железнодорожный вокзал. Первым факелоносцем в Хабаровске стал уроженец города Дмитрий Иваненко, мастер спорта России международного класса, серебряный призёр чемпионата Европы по тяжелой атлетике. Завершила эстафету Екатерина Конева, чемпионка XXVI Всемирной летней универсиады 2011 года в Шэньчжэне в тройном прыжке, которая зажгла Чашу огня на площади перед Дальневосточной государственной академией физической культуры, где Огонь Универсиады хранился до 26 марта, после чего отправился в Якутск. Общее количество факелоносцев в Хабаровске составило 25 человек.
28 марта Огонь Универсиады прибыл в Якутск, где его встретили президент Республики Саха Егора Борисова и заместителя председателя правительства Александра Власова. Первым факелоносцем якутского этапа стал Леонид Спиридонов, бронзовый призёр чемпионата мира 2009, чемпион и обладатель кубка Азии, чемпион мира и России среди студентов. Эстафета завершилась на стадионе «Юность». Городскую чашу Огня зажёг выпускник Северо-восточного федерального университета им. М. К. Аммосова, призёр Олимпиады 2008 года в Пекине Георгий Балакшин. Огонь был размещён в корпусе факультета естественных наук Северо-восточного федерального университета им. М. К. Аммосова, где хранился до передачи Красноярску 19 апреля.
Утром 20 апреля стартовала Эстафета Огня в Красноярске. Её маршрут оказался одним из самых длинных — стартовав у Красноярского государственного медицинского университета, он прошёл через 6 вузов Красноярска и завершился у Сибирского федерального университета. Первым факелоносцем в Красноярске стала студентка Красноярского медицинского университета Полина Москалёва. Также среди факелоносцев на красноярском этапе Эстафеты была участница Олимпийских игр, серебряный призёр зимней Универсиады 2007 в Турине Светлана Балдыкова. В Эстафете впервые приняли участие велосипедисты и роллеры. Последним факелоносцем стал победитель первенства России 2012 по горнолыжному спорту Алексей Овчинников, который зажёг чашу Огня, установленную перед Сибирским федеральным университетом.
9 мая Огонь Универсиады из Красноярска прибыл в Волгоград. Встреча Огня Универсиады прошла в аэропорту Волгограда. Эстафеты Огня началась сразу же после парада победы на площади Павших Борцов. В торжественной церемонии зажжения первого факела принял участие губернатор Волгоградской области Сергей Боженов. Из рук губернатора зажженный факел получила первый факелоносец, член сборной команды России по легкой атлетике Виктория Леонова. Всего же Огонь пронесли по улицам и проспектам города 40 лучших студентов региона. Завершился волгоградский этап Эстафеты Огня Универсиады во Дворце спорта, где была зажжена городская Чаша Огня. Последним факелоносцем стал участник международных игр по гандболу, призёр Универсиады Сергей Матушкин.
13 мая Огонь покинул Волгоград и отправился в путешествие на специальном поезде Эстафеты Огня. 15 мая поезд прибыл в Новосибирск, где Эстафета Огня стартовала от Новосибирского государственного университета и прошла по улицам города. Маршрут был поделён на четыре больших этапа протяжённостью 8080 метров. Первым факелоносцем в Новосибирске стал победитель и призёр всероссийских соревнований по дзюдо Виктор Карма. Огонь побывал в Новосибирском государственном техническом университете, Университете потребительской кооперации, Университет путей сообщения, медицинском и архитектурно-строительном университетах, Университете телекоммуникаций и информатики, охватив таким образом практически весь город. Кульминацией Эстафеты стало зажжение городской чаши Огня на одной из главных городских площадей Новосибирска — перед центральным входом в библиотеку Сибирского отделения Российской академии наук. В торжественной церемонии приняли участие губернатор Новосибирской области Василий Юрченко, министр образования и науки Республики Татарстан Энгель Фаттахов и факелоносцы Эстафеты.
Поезд с Огнём продолжил путешествие и 17 мая прибыл в Тюмень, который стал седьмым по счёту российским городом, принявшим Эстафету. До старта эстафеты он хранился в Тюменском государственном нефтегазовом университете. Протяженность Эстафеты Огня в Тюмени составила 6000 метров, в ней приняло участие 33 факелоносца. Она стартовала у здания Правительства Тюменской области, где первым факелоносцем стала олимпийская чемпионка и трехкратная чемпионка мира Галина Куклева, и финишировала на площади Борцов Революции, где была зажжена городская Чаша огня. После окончания Эстафеты Огонь хранился в Тюменском государственном университете.
Восьмым городом на пути Эстафеты стал Екатеринбург, где поезд с Огнём остановился 19 мая. Протяженность Эстафеты Огня в Екатеринбурге составила 7600 метров. Огонь несли 40 факелоносцев. Эстафета Огня Универсиады в началась у Уральского федерального университета. Первым факелоносцем стал чемпион Олимпийских игр в Лондоне, боксер Егор Мехонцев. Финишировала Эстафета на площади Кирова, где последний факелоносец, трехкратный чемпион мира по самбо Илья Хлыбов зажёг городскую Чашу огня.
20 мая Огонь прибыл в девятый город и самую западную точку российского этапа Эстафеты Калининград. Протяжённость маршрута составила более 4000 метров. Завершилась Эстафета, в которой приняли участие 42 факелоносца, в Балтийском федеральном университете, где была зажжена Чаша огня.
21 мая Огонь прибыл в Архангельск, десятый город маршрута. Огонь был отдан на хранение в Северный федеральный университет. Протяжённость маршрута Эстафеты составила 4,45 км. В Эстафете приняло участие 34 факелоносца.
23 мая Огонь самолётом был доставлен в Ставрополь, где в Ставропольском государственном аграрном университете стартовала Эстафета, чей маршрут составил 3500 метров. Завершилась Эстафета на Крепостной горе. Право зажечь Чашу огня досталось чемпиону мира по многоборью Кириллу Цыбизову.
24 мая Эстафету принял Пятигорск, где факелоносцы пронесли Огонь от сквера имени Кирова до здания администрации города.
Одним из самых важных пунктов на пути следования Огня 25 мая стала столица зимних Олимпийский игр 2014 Сочи. Первый факел Эстафеты был зажжён у Зимнего театра. Первым факелоносцем в Сочи стал победитель первенства мира 2012 года, призёр первенства мира 2013 года по тайскому боксу Эдуард Проценко. Чаша огня была зажжена на площади перед Морским портом призёром Олимпийских игр, бобслеистом Алексеем Воеводой.
26 мая Огонь побывал в Ростове-на-Дону. Эстафета началась в Донском государственном техническом университете. Городская Чаша была зажжена на Фонтанной площади перед Театром им. Горького олимпийским чемпионом по академической гребле 2004 года Николаем Спиневым.
29 мая специальный поезд доставил Огонь на Московский вокзал Санкт-Петербурга, после чего отправился на хранение в Российский государственный педагогический университет имени А. И. Герцена, откуда стартовала Эстафета Огня. Начал Эстафету трехкратный олимпийский чемпион, семикратный чемпион мира, заслуженный мастер спорта СССР по спортивной гимнастике Александр Дитятин. Маршрут Эстафеты прошёл через Невский, Адмиралтейский, Вознесенский проспекты, Казанский, Исаакиевский соборы. На стадионе Национального государственного университета физической культуры, спорта и здоровья им. П. Ф. Лесгафта была зажжена Чаша огня. Длина Эстафеты составила 3800 метров, в ней приняли участие 32 факелоносца.
1 июня, в Международный день защиты детей, Огонь побывал во Владимире. Начал Эстафету мастер спорта, победитель Чемпионата России 2013 года, призёр Всемирной Универсиады по спортивной гимнастике Антон Неудакин. Огонь побывал в Владимирском государственном университете, где был зажжён первый факел Эстафеты. Преодолев 7180 метров, Эстафета завершилась на Соборной площади, где была зажжена Чаша.
2 июня фирменный поезд Эстафеты прибыл на Курский вокзал Москвы. Эстафета началась у Московского государственного университета, где первый факел зажёг олимпийский чемпион по конькобежному спорту Николай Гуляев, прошла через Университетскую площадь, проспект Вернадского, Фрунзенскую набережную. Эстафета Огня в Москве стала одной из самых протяженных: она составила 8080 метров. Факелоносцами Эстафеты стали двукратная олимпийская чемпионка и чемпионка мира по легкой атлетике Светлана Мастеркова, пятикратная олимпийская чемпионка, тринадцатикратная чемпионка мира и семикратная чемпионка Европы по синхронному плаванию Анастасия Давыдова, олимпийская чемпионка по спортивной гимнастике Алия Мустафина, заслуженный мастер спорта России по художественной гимнастике Ольга Капранова, бронзовый призёр Олимпиады в Афинах Дмитрий Носов, двукратный олимпийский чемпион, многократный чемпион мира Анатолий Старостин, олимпийская чемпионка, заслуженный мастер спорта СССР, заслуженный тренер России Людмила Кондратьева, олимпийский чемпион, чемпион Европы 2007 года, член олимпийской сборной России по гребле Алексей Свирин, двукратная олимпийская чемпионка, чемпионка мира и Европы по фехтованию Карина Азнавурян, российский футболист, вратарь, бывший игрок сборной России по футболу Руслан Нигматуллин, а также студенты московских вузов. Эстафета завершилась у спорткомплекса «Лужники», где на аллее у памятника Х. С. Самаранчу была зажжена Чаша огня.
5 июня Огонь вернулся на Урал, побывав в Перми. Маршрут Эстафеты оказался самым длинным и составил 11 км. Начал Эстафету у Пермского государственного университета мастер спорта международного класса по армрестлингу, серебряный призёр чемпионата мира Андрей Сабитов. Эстафета прошла через Пермские ворота и завершилась на городской Эспланаде, где была зажжена городская Чаша огня.
6 июня, ровно за месяц до начала Универсиады, Огонь прибыл в Ижевск. 47 факелоносцев, среди которых были участница Паралимпийских Игр в Пекине и Лондоне, 20-кратная чемпионка России, член сборной России по настольному теннису Надежда Пушпашева, бронзовый призёр чемпионата мира, член сборной команды России по следж-хоккею Иван Кузнецов, трехкратный чемпион мира, член сборной России по лыжным гонкам Владислав Лекомцев, преодолели 6200 метров. Началась Эстафета у Ижевского государственного технического университета. Участие в Эстафете принял ветеран труда и спорта, инициатор и исполнитель акции бега с флагом Победы на Эстафете Мира в Ижевске 9 Мая Анатолий Суворов. Чаша Огня была зажжена на Центральной площади города.
Двадцатым городом Эстафеты стал Киров, куда Огонь доставили 7 июня. Эстафета началась у Дворца культуры железнодорожников и прошла через Вятский государственный гуманитарный университет, Вятскую государственную сельскохозяйственную академию, Вятский государственный университет и Кировскую государственную медицинскую академию. Зажгла Чашу огня на Театральной площади посол Универсиады, мастер спорта по силовой атлетике Алиса Скопина. Общая протяженность эстафеты составила около 5000 метров.
8 июня Эстафета Огня прибыла в Нижний Новгород. Факелоносцы преодолели 6000 метров через площадь Минина и Пожарского, площадь у катера «Герой», Нижегородский Кремль и один из вузов — Нижегородский государственный технический университет. Зажгла Чашу огня двукратная олимпийская чемпионка по художественной гимнастике, посол Универсиады в Нижегородской области Елена Посевина.
9 июня Огонь приняла столица Республики Марий Эл Йошкар-Ола. Эстафета прошла 5000 метров через улицы города и Йошкар-олинский Кремль. Зажёг городскую Чашу чемпион Республики Марий Эл, призёр Первенства Приволжского федерального округа по греко-римской борьбе Тимур Катков.
10 июня Огонь прибыл в столицу Чувашии город Чебоксары. Старт Эстафете был дан у железнодорожного вокзала, после чего факелоносцы побывали в сквере Чапаева, у памятника Юрию Гагарину и на площади Республики. Чаша огня была зажжена на Красной площади. Зажгла Чашу студентка Чувашского государственного педагогического университета им. И. Я. Яковлева, победительница Универсиады 2011 года Ксения Кириллова.
Следующей остановкой Эстафеты 11 июня стал Ульяновск, где маршрут Эстафеты составил 6600 метров. Началась Эстафета у Ульяновского государственного технического университета. В Эстафете приняли участие 50 факелоносцев, среди которых были заслуженный мастер спорта по греко-римской борьбе Евгений Голованов, обладатель Кубка мира по кикбоксингу Андрей Ховрин. Завершилась Эстафета у Ульяновского государственного университета, где была зажжена городская Чаша огня.
День России 12 июня Эстафета встретила в Саранске. Кроме того, в этот отмечается День столицы Мордовии. Первый факел Эстафеты был зажжен на площади перед Железнодорожным вокзалом. Это право выпало олимпийской чемпионке, серебряному призёру Олимпийских игр в Лондоне, многократной чемпионке мира по спортивной ходьбе Ольге Каниськиной. Чашу огня, символизирующую завершение Эстафеты, зажгли на Советской площади у часовни Александра Невского победительница Олимпийских игр в Лондоне по спортивной ходьбе Елена Лашманова и трехкратный чемпион Паралимпийских игр по легкой атлетике, чемпион мира, Европы, рекордсмен мира в легкоатлетических дисциплинах Евгений Швецов.
В Пензе, куда Огонь прибыл 13 июня, в Эстафете приняли участие бронзовый призёр чемпионата Европы по лёгкой атлетике Юлия Воеводина, чемпион Олимпийских игр по прыжкам в воду в Сиднее Игорь Лукашин и мастер спорта международного класса по художественной гимнастике Ирина Смирнова. Первый факел был зажжён на Привокзальной площади. Эстафета завершилась на площади Ленина, где зажгла городскую Чашу мастер спорта по художественной гимнастике, многократная победительница и призёр первенств России Наталья Белугина.
14 июня Огонь принял Саратов. Факелоносцами стали победитель первенства Европы по самбо Артур Артенян и бронзовый призёр чемпионата России по легкой атлетике Олег Григорьев. Эстафета началась у Саратовского государственного университета и завершилась зажжением Чаши огня у памятника Чернышевскому.
15 июня эстафету приняла Самара. Первым факелоносцем стала серебряный призёр чемпионата мира по академической гребле, неоднократная победительница первенства России Елена Сенюкова. Протяжённость маршрута составила 5000 метров. Эстафета стартовала на волжской набережной и завершилась у стеллы «Ладья» на Октябрьской набережной.
16 июня Огонь прибыл в Оренбург. Первый факел Эстафеты был зажжён на площади перед Домом культуры «Экспресс». Протяжённость маршрута, который завершился на площади у музея истории города, стала рекордной на российском этапе. Завершилась Эстафета зажжением Чаши Огня.
Тридцатым городом на российском этапе стала столица Республики Башкортостан Уфа, куда фирменный поезд с Огнём прибыл 18 июня. Эстафета стартовала у Дворца молодёжи, где первым факелоносцем стала восьмикратная паралимпийская чемпионка по плаванию Оксана Савченко. По городу факел пронесли серебряный призёр ХХ Олимпийских игр по бобслею, чемпион Европы Алексей Селиверстов, чемпион России в супертяжелом весе, победитель первенства Европы Нияз Файзуллин и член паралимпийской сборной команды России по фехтованию, многократный победитель и призёр чемпионатов России, Европы, мира, участник Летних Паралимпийских игр Марат Юсупов. Эстафета Огня в Уфе завершилась на площади имени Салавата Юлаева, где мастер спорта международного класса по тяжелой атлетике, участник чемпионата мира, победитель Универсиады 2011 года Ринат Киреев зажёг городскую Чашу Огня. Протяженность Эстафеты составила около 7300 метров.

## Эстафета Огня в Татарстане
19 июня Огонь Универсиады 2013 начал своё путешествие по Татарстану. Торжественная церемония передачи Огня состоялась в городе Октябрьский на границе с Башкирией. 20 июня Эстафета побывала в Бавлах, Уруссу и Бугульме.
21 июня Огонь встретили в Азнакаево, Лениногорске и Альметьевске.
22 июня Эстафета побывала в Сарманово, Муслюмово и Актаныше. 23 июня стартовал первый водный этап Эстафеты. Огонь из Мензелинска в Агрыз был доставлен на яхте по Каме.
5 июля Огонь завершил годовой путь успешно (на всём пути факел не гас ни разу), прибыл в Казань и был помещён в Музей Универсиады в Деревне Универсиады.
6 июля мэр Казани И. Метшин дал старт последнему этапу эстафеты, в котором приняли личное участие в том числе он сам, президент Татарстана Р. Минниханов, президент FISU К.-Л. Гальен, вице-премьер России И. Шувалов, министр спорта России В. Мутко и председатель Росстудсоюза О. Матицын — по городским улицам до Казанского Университета и затем стадиона «Казань-арена» для зажжения Чаши Огня на церемонии открытия.

## Маршрут Эстафеты

### Кругосветное плавание на барке «Седов»
| 15 июля 2012 - Брест 27-30 июля - Касабланка 22-26 августа - Ресифи 12-16 сентября - Монтевидео | 28 сентября — 1 октября - Ушуая 12-14 октября - Вальпараисо 23-25 октября - Кальяо | 25-28 ноября - Папеэте 7-9 декабря - Апиа 10-12 января 2013 - Манила |  |

### Российский этап
| 25 января — 28 февраля - Владивосток 29 февраля — 26 марта - Хабаровск 26 марта — 19 апреля - Якутск 19 апреля — 9 мая - Красноярск 9 мая - Волгоград 15 мая - Новосибирск 17 мая - Тюмень 19 мая - Екатеринбург | 20 мая - Калининград 22 мая - Архангельск 23 мая - Ставрополь 24 мая - Пятигорск 25 мая - Сочи 26 мая - Ростов-на-Дону 29 мая - Санкт-Петербург 1 июня - Владимир | 3 июня - Москва 5 июня - Пермь 6 июня - Ижевск 7 июня - Киров 8 июня - Нижний Новгород 9 июня - Йошкар-Ола 10 июня - Чебоксары 11 июня - Ульяновск | 12 июня - Саранск 13 июня - Пенза 14 июня - Саратов 15 июня - Самара 16 июня - Оренбург 18 июня - Уфа |

### Эстафета в Татарстане
| 20 июня - Бавлы 20 июня - Уруссу 20 июня - Бугульма 21 июня - Азнакаево 21 июня - Лениногорск 21 июня - Альметьевск 22 июня - Сарманово 22 июня - Муслюмово 22 июня - Актаныш 22 июня - Мензелинск 23 июня - Агрыз | 23 июня - Менделеевск 23 июня - Елабуга 24 июня - Заинск 24 июня - Нижнекамск 25 июня - Новошешминск 25 июня - Черемшан 25 июня - Аксубаево 25 июня - Нурлат 26 июня - Чистополь 26 июня - Рыбная Слобода 26 июня - Мамадыш | 27 июня - Набережные Челны 28 июня - Кукмор 28 июня - Богатые Сабы 28 июня - Балтаси 28 июня - Арск 29 июня - Большая Атня 29 июня - Высокая Гора 29 июня - Пестрецы 30 июня - Тюлячи 30 июня - Лаишево 1 июля - Алексеевское | 1 июля - Базарные Матаки 1 июля - Болгар 2 июля - Тетюши 2 июля - Старое Дрожжаное 2 июля - Буинск 3 июля - Апастово 3 июля - Большие Кайбицы 3 июля - Камское Устье 4 июля - Верхний Услон 4 июля - Зеленодольск 6 июля - Казань |

## Атрибутика Эстафеты

### Факел
Факел Огня Универсиады представлен в виде тюльпана, который составляет суть современного татарского орнамента. Сам тюльпан содержит в себе латинскую букву «U», которая является обязательным элементов символики всех соревнований, проводимых под эгидой FISU.

### Колба для транспортировки Огня
Колба для транспортировки огня представляет собой лампаду, выполненную в форме старинной лампы с символикой летней Универсиады 2013. В её дизайне использованы татарские национальные мотивы.

### Городская Чаша огня
По маршруту следования Огня в каждом городе проводился Этап эстафеты, кульминацией которого является зажжение городской Чаши огня.